# Mariage du prince Charles et de Camilla Parker Bowles
Le mariage de Charles, prince de Galles (56 ans) et Camilla Parker Bowles (57 ans) a eu lieu lors d'une cérémonie civile au Windsor Guildhall, le 9 avril 2005 à 13 h 30 (heure de Paris).

## Organisation
Initialement prévue le 8 avril 2005, la cérémonie est repoussée de vingt-quatre heures, à la dernière minute, pour ne pas coïncider avec les funérailles du pape Jean-Paul II, mort quelques jours auparavant,,.
La cérémonie, qui s'est déroulée en présence des familles du couple, a été suivie d'un service de prière et de dédicace de l'Église d'Angleterre à la chapelle Saint-Georges, qui comprenait un acte de pénitence. Les parents du marié, la reine Élisabeth II et le prince Philip, duc d'Édimbourg, n'ont pas assisté à la cérémonie du mariage civil, mais étaient présents au service de prière et de dédicace et ont organisé une réception pour le couple au château de Windsor par la suite,,,,.
Le prince fut le premier membre de la famille royale à se marier lors d'une cérémonie civile au Royaume-Uni. Le juriste Stephen Cretney s'est demandé si Charles et Camilla pouvaient se marier lors d'une cérémonie civile car la famille royale était spécifiquement exclue de la loi qui instituait le mariage civil en Angleterre (Marriage Act 1836). Le 14 février, l'émission Panorama de la BBC a mis au jour des documents officiels de recherche législative datant de 1956 et 1964 qui indiquaient qu'il n'était pas licite pour les membres de la famille royale de se marier lors d'une cérémonie civile en Angleterre et au pays de Galles, bien qu'elle serait légale en Écosse. Les déclarations de ces documents ont été rejetées par Clarence House sur l'avis de quatre experts juridiques anonymes. L'opinion de ces experts selon laquelle la loi de 1836 avait été abrogée par la loi de 1949 sur le mariage a été confirmée par le gouvernement britannique,,.
Le mariage a officialisé la relation entre Charles, prince de Galles, et Camilla Parker Bowles, qui a pris le titre de duchesse de Cornouailles. Les actes du service de prière et d'inauguration ont été couverts par le réseau BBC. Les personnalités politiques, religieuses et royales internationales ainsi que diverses célébrités étaient présentes. Le mariage a été décrit par les médias comme un conte de fées pour adultes,,,,.
Camilla était vêtue d'une robe et d'un manteau assortis couleur ivoire et d'un chapeau large de même couleur, œuvre du chapelier anglais à la mode Philip Treacy. Le prince de Galles portait une jaquette, tenue traditionnelle pour un mariage (veste à pans ouverts descendant jusqu'aux genoux et pantalon gris rayé).

## Liste des invités

### Mariage civil

Armoiries combinées du prince de Galles et de la duchesse de Cornouailles.

- Les princes William de Galles et Harry de Sussex.
- Le prince Andrew, duc d'York. 
  - Les princesses Beatrice et Eugenie d'York.
- Le prince Edward, comte de Wessex et son épouse, la comtesse de Wessex.
- La princesse Anne du Royaume-Uni et son époux, le vice-amiral Timothy Laurence.
  - Peter Phillips.
  - Zara Phillips.
- Le vicomte Linley, fils de la princesse Margaret, et son épouse la vicomtesse Linley.
- Sarah Armstrong-Jones, fille de la princesse Margaret, et son époux Daniel Chatto.
- La princesse Alexandra de Kent, cousine de la reine.

### Famille de Camilla Shand
- Le commandant Bruce Shand, père de la mariée.
- Andrew Parker Bowles, ex-époux de la mariée.
  - Tom Parker Bowles, fils de la mariée, et sa fiancée, Sara Buys.
  - Laura Parker Bowles, fille de la mariée, et son compagnon Harry Lopes.
- Mark Shand, frère de la mariée
- Simon et Annabel Elliot, beau-frère et sœur de la mariée.
  - Ben Elliot.
  - Katie Elliot.
- Luke et Alice Irwin, neveu et nièce de la mariée.

### Cérémonie de bénédiction
- La reine Élisabeth II et son époux, le prince Philip
- Le prince William
- Le prince Harry
- Le prince Andrew, duc d'York
- La princesse Beatrice
- La princesse Eugenie
- Le prince Edward et la comtesse de Wessex
- La princesse Anne et le vice-amiral Timothy Laurence
- Peter Phillips
- Zara Phillips
- Le vicomte Linley et la vicomtesse Linley
- Lady Sarah et Daniel Chatto
- Le duc et la duchesse de Gloucester
- Le duc et la duchesse de Kent
- Le prince et la princesse Michael de Kent
- La princesse Alexandra
- Monsieur et Madame James Ogilvy

### Autres membres de familles royales
- Le roi de Bahreïn Cheikh Hamad ben Issa al-Khalifa
- L'ancien roi Constantin II de Grèce et l'ex-reine Anne-Marie de Grèce
- Le prince Prince Constantijn de Hollande et la princesse Laurentien des Pays-Bas
- Le prince héritier Haakon de Norvège et la princesse héritière Mette-Marit de Norvège
- L'ambassadeur d'Arabie saoudite en Grande-Bretagne, le prince Turki al-Fayçal, et la princesse Nous Bint Fahad
- L'ambassadeur d'Arabie saoudite aux États-Unis, le prince Bandar ben Sultan
- Le prince héritier Alexandre et la princesse héritière Catherine de Yougoslavie

### Dirigeants politiques britanniques
- Le Premier ministre Tony Blair
- Le chef du Parti conservateur Michael Howard
- Le chef du Parti libéral-démocrate Charles Kennedy
- Jack McConnell, premier ministre d'Écosse
- Rhodri Morgan, premier ministre du Pays de Galles
- Paul Murphy, secrétaire d'État à l'Irlande du Nord

### Dignitaires
- James Carlisle, gouverneur général d'Antigua-et-Barbuda, et Lady Carlisle
- Michael Jeffery, gouverneur général d'Australie, et Marlena Jeffery
- Clifford Husbands, gouverneur général de la Barbade
- Adrienne Clarkson, gouverneur général du Canada, et John Ralston Saul
- Frederick Goodwin, représentant de la reine aux Îles Cook, et Lady Goodwin
- Don McKinnon, secrétaire général du Commonwealth, et Clare de Lore
- Silvia Cartwright, gouverneur général de Nouvelle-Zélande, et Peter Cartwright
- Paulias Matane, gouverneur général de Papouasie-Nouvelle-Guinée, et Lady Matane
- Cuthbert Sebastian, gouverneur général de Saint-Christophe-et-Niévès
- La marquise de Cholmondeley
- Lord Luce, lord-chambellan de la maison royale, et Lady Luce
- Lord Vestey, grand écuyer, et Lady Vestey

### Autres
- Rowan Atkinson, acteur, célèbre pour son personnage de Mr Bean
- Phil Collins, musicien
- Joanna Lumley, vedette de la série TV Absolutely Fabulous
- Jools Holland, ancien claviers du groupe Squeeze
- Kenneth Branagh, acteur et réalisateur
- Trudie Styler, femme du musicien Sting
- Richard E. Grant, acteur
- Anna Valentine, créatrice de la robe de la mariée
- Edward Fox, acteur
- Jonathan Dimbleby, journaliste et biographe de Charles
- Nicholas Soames, parlementaire et petit-fils de Sir Winston Churchill
- Robert Harris, écrivain
- Ronald Harwood, dramaturge
- Valentino Garavani, créateur de mode[17],[18].